# Средние надпочечниковые артерии
Средние надпочечниковые артерии (лат: Arteria suprarenalis media)  представляют собой два небольших сосуда, которые в большинстве случаев ответвляются с каждой стороны брюшной аорты.  Участвуют в кровоснабжении надпочечников наряду с верхними и нижними надпочечными артериями.

Средние надпочечнниковые артерии берут начало либо от брюшной аорты (в промежутке от аортального отверстия диафрагмы до почечной артерии. ), либо от артерии жировой капсулы почки. Затем проходят латерально и немного вверх, над ножками диафрагмы, к надпочечникам.  При этом каждая артерия разделяется на две или более ветвей, которые отдают от 2 до 23 первичных ветвей. Ветви средней надпочечниковой артерии распределяются на передней и задней поверхностях в области медиального полюса и средней трети надпочечной железы, а также в медиальной части почечной поверхности.
Диаметр средней надпочечниковой артерии составляет 0,6 мм у детей, и от 1,1 до 1,8 мм у взрослых. Эта артерия анастомозирует с верхними надпочечниковыми артериями (из нижней диафрагмальной артерии) и с нижней надпочечниковой артерией (из почечной артерии).
Средние надпочечниковые артерии наиболее вариабельны и малочисленны из всех надпочечных артерий. Примерно в 20% случаев они полностью отсутствуют в организме, а ещё примерно в 20% случаев в наличии имеется только одна средняя надпочечная артерия - левая или правая.
В случае их наличия, процентное участие средних надпочечниковых артерий в кровоснабжении надпочечников составляет до 20% Также по окружности этих артерий располагается до 60% периартериальных нервных стволов, диаметром от 5,0 мкм до 15,0 мкм. Нервные стволы в паравазальной клетчатке артерии равномерно располагаются по периметру.